# سینکو بایو (فلوریدا)
سینکو بایو (به انگلیسی: Cinco Bayou) شهرکی در شهرستان اوکالوسا ایالت فلوریدا است که در سال ۱۹۵۰ بنیان‌گذاری شده‌است. این شهرک طبق سرشماری سال ۲۰۱۰ میلادی، ۳۸۳ نفر جمعیت داشته و مساحت آن نیز ۰٫۵ کیلومتر مربع است.